# Ultimate Collection (álbum de Joe Cocker)
Ultimate Collection es un álbum recopilatorio del músico británico Joe Cocker, publicado por la compañía discográfica Parlophone en enero de 2004.

## Lista de canciones
1. "With a Little Help from My Friends" - 5:12
2. "Feelin' Alright" - 4:12
3. "Delta Lady" - 2:51
4. "She Came in Through the Bathroom Window" - 2:37
5. "The Letter" (live) - 4:17
6. "Cry Me a River" (live) - 3:57
7. "You Are So Beautiful" - 2:43
8. "I'm So Glad I'm Standing Here Today" - 5:00 (con The Crusaders)
9. "Sweet Little Woman" - 4:01
10. "Many Rivers to Cross" - 3:43
11. "Up Where We Belong" - 3:52 (con Jennifer Warnes)
12. "Shelter Me" - 4:21
13. "You Can Leave Your Hat On" - 4:13
14. "Unchain My Heart" - 5:06
15. "When the Night Comes" - 3:57
16. "Now That the Magic Has Gone" - 4:38
17. "Summer in the City" - 3:52
18. "Have a Little Faith in Me" - 4:39
19. "Sail Away" - 3:00
20. "First We Take Manhattan" - 3:40